# 地方话
地方话（vernacular）指的是一个国家或地区所使用的语言。在广义语言学裡，地方话被用来形容相对于官方标准语言和世界语言的语言。它也常被视为世界语言的非标准方言。
最初的几个世纪，西欧学术著作多用拉丁语写成，所以用本土语言写作的著作（如意大利语或德语），被称为用地方话写作。
地方话与教堂祈祷语言相对（在语言学中，这种高低语言或方言之间的关系也被称为双层语言）。例如，直到1960年代，天主教会的拉丁分支仍用拉丁语而不是地方语主持弥撒，科普特教会则用科普特语主持仪式。衣索比亚的东正教教堂中，虽然部分弥撒用吉茲語诵读，主持仪式仍用其土语。用地方话写作的《圣经》的出版引发了改革，梵二大公會議的改革批准了用地方话主持天主教仪式。
相似的是，在印度文化中，即使印地语长期作为口语被使用，宗教仪式和学术作品都使用梵语。在1100年左右，在印度其他地区出现用坦米尔语，印地语，卡纳达语，泰卢固语等方言写作的宗教作品。如梵语印度教神圣史诗《罗摩衍那》就有许多地方话版本，包括16世纪诗人图西达斯的印地语版，和诗人坎班的泰卢固语版。在中國亦是如此，書面用語使用文言文長達數千年，至明、清、二十世紀後，才逐漸出現地方話寫作，如粵語白話文、吳語白話文等。